# ロボウガラシ
ロボウガラシ（英:perennial wall-rocket 伊:rughetta selvatica）は、アブラナ科エダウチナズナ属の多年草である。 欧州および 西アジア原産。世界中の温帯で帰化植物として見られる。
路傍や撹乱を受けた地、草むらなどに群落を形成する。茎は分枝して直立し、高さは約50cm。 茎の頂に4枚の約1cmの丸く黄色い花びらをつけ、 約5cmの細長い実をつける。葉は長く、浅い切れ込みが入る場合と入らない場合がある。 葉を潰すと特有の芳香がある。

## 名称
日本ではワイルドロケット、セルバチコ（セルバチカ、セルバーティカとも）、アルグラと言った名称で販売されている。

## 栽培
世界中で若採りしたものをサラダ用に栽培されており、 しばしばルッコラの一種として栽培して販売される。 これらの葉は通常、他の葉菜の若採りした葉とともにミックスされてベビーリーフサラダに使われ、その独特の風味や食感で人気が高まった。

## 逸話
イタリアに設置されているサルレノ大学の前身であるサルレノ医学校に11世紀頃に所属していた女医のトロトゥーラは、ロボウガラシをワインで調理したものを、赤痢に罹患した女性の治療に用いたとされる。